# Jodłów (Basse-Silésie)
Pour les articles homonymes, voir Jodłów.
Jodłów est une localité polonaise de la gmina de Międzylesie, située dans le powiat de Kłodzko en voïvodie de Basse-Silésie.

## Histoire
De 1818 à 1945, Thanndorf fait partie de l'arrondissement d'Habelschwerdt dans le district de Breslau au sein de la province de Silésie.